# Rheum spiciforme
Rheum spiciforme Royle – gatunek rośliny z rodziny rdestowatych (Polygonaceae Juss.). Występuje naturalnie w Afganistanie, Pakistanie, północnych Indiach, Bhutanie Chinach (w Tybecie). 

## Morfologia
PokrójBylina.
LiścieMają kształt od owalnego do okrągłego. Mierzą 15–30 cm długości. Są skórzaste. Blaszka liściowa jest całobrzega, o niemal sercowatej nasadzie i tępym wierzchołku. Ogonek liściowy jest owłosiony i osiąga 7–15 cm długości. Gatka jest błoniasta.
KwiatyZebrane w wiechy przypominające kłosy, o długości 10–30 cm, rozwijają się na szczytach pędów. Listki okwiatu mają eliptyczny kształt i mierzą 2–3 mm długości.
OwoceMają kształt od elipsoidalnego do podłużnego, osiągają 5–15 mm długości.

## Biologia i ekologia
Rośnie na terenach skalistych. Występuje na wysokości od 4000 do 5000 m n.p.m.

## Zastosowanie
Korzeń ma zastosowanie w medycynie tradycyjnej jako środek przeczyszczający. Z kolei ogonki liściowe są spożywane.